# Velletri bianco superiore
Il Velletri bianco superiore è un vino DOC la cui produzione è consentita nelle province di Latina e Roma.

## Caratteristiche organolettiche
- colore: paglierino più o meno intenso.
- odore: vinoso, gradevole, delicato.
- sapore: secco, amabile, dolce, di giusto corpo, armonico, vellutato.

## Produzione
Provincia, stagione, volume in ettolitri
- nessun dato disponibile